# Novopsocus stenopterus
Novopsocus stenopterus es una especie de insecto del orden Psocodea encontrada en Nueva Guinea. Es la especie tipo del género, caracterizada por sexos similares (los machos tienen antenas similares a las de las hembras). Hay otras dos especies de Novopsocus.